# Rottenburg am Neckar
Rottenburg je německé velké okresní město ležící na řece Neckar v zemském okrese Tübingen ve spolkové zemi Bádensko-Württembersko. Od 10. června 1964 jeho oficiální název zní Rottenburg am Neckar. Od roku 1972 je krajským městem, do jehož městské aglomerace patří kromě samotného města 17 obvodů (v historii samostatných obcí).

## Geografie
Obce sdružené v okresním městě Rottenburg am Neckarː
- Rottenburg (město)
- Bad Niedernau
- Baisingen
- Bieringen
- Dettingen
- Eckenweiler
- Ergenzingen
- Frommenhausen
- Hailfingen
- Hemmendorf
- Kiebingen
- Obernau
- Oberndorf
- Schwalldorf
- Seebronn
- Weiler
- Wendelsheim
- Wurmlingen

## Historie
Rottenburg byl založen Římany v 70. letech našeho letopočtu, písemná zpráva z roku 98 jej označuje názvem Sumelocenna. Z ruin kamenného antického města se nejlépe dochovaly zbytky hypocaustu městských lázní. Rottenburg tehdy byl také vojenským táborem, chráněn silným opevněním, které bylo vybudováno proti útokům Alamanů, kteří jej nakonec dobyli mezi lety 259–260. Kolem roku 1280 středověké město založil hrabě Albrecht II. z Hohenbergu-Rottenburgu (žil asi 1235–1298). Udržoval mimo jiné styky s českým králem Václavem II.  Jeho erb se dostal i do městského znaku Rottenburgu. Písemně se město poprvé připomíná roku 1284 v listině Konráda Hertera. Název Rottenburg je v překladu Červené město a znamenal převažující výstavbu domů z cihel (červené hlíny). Roku 1291 zde byl založen klášter řádu karmelitánů. 
Roku 1381 bylo město i s hrabstvím prodáno Habsburkům. Ve druhé polovině 15. století zažil Rottenburg největší kulturní rozmach poté, co si je za své vdovské sídlo zvolila arcivévodkyně Mechtilda Falcká, po smrti svého druhého manžela, arcivévody Albrechta VI. Rakouského († 1463), který byl bratrem římského císaře Fridricha III. Pro básníky, hudebníky, učence a umělce zde zřídila centrum umění a humanismu, nazvané Soud múz. V roce 1477 Mechtilda přesvědčila svého syna Eberharda, aby založil univerzitu v Tübingenu. (V době osvícenství pak vévoda Karel Eugen (1728-1793) univerzitu po Eberhardovi pojmenoval). Slavné časy skončily Mechtildinou smrtí v roce 1482. 
V období náboženské reformace zažilo město bouřlivé období, ze švýcarských kantonů sem přicházeli příslušníci sekty novokřtěnců, stejně jako v protireformaci, kdy zde bylo během čarodějnických procesů obžalováno přes 150 osob. Od roku 1596 se ve městaké části Baisingen zformovala židovská komunita, z níž město profitovalo zejména v oblasti obchodu, roku 1843 vystavěla synagogu a čítala kolem 727 obyvatel. Po roce 1933 její obyvatelé prchali před vládnoucím národním socialismem. Tragický konec pro ni znamenalo období holocaustu za druhé světové války. 
Během třicetileté války městské obyvatelstvo sužoval mor a velkými požáry města v letech 1644 a 1735 se uzavřela jeho dosavadní éra hospodářského, obchodního a kulturního rozkvětu. Barokní a rustikální architektura hrázděných domů se dochovaly dosud. Od roku 1805 byla reorganizována württemberská církevní správa  a Rottenburg se stal sídlem římskokatolické diecéze.

## Ekonomika
Město bylo industrializováno již v první polovině 19. století. Roku 1834 zde francouzská firma „Motte & Fouquet“ z Troyes založila přádelnu. V roce 1860 následoval závod na výrobu kapesních hodinek, později světově proslulé firmy Junghans. V současné době vyniká město výrobou elektrické energie ze svých čtyř vodních elektráren, jež mají opět dlouhou tradici a byly postupně přeměněny z elektráren uhelných.

## Pamětihodnosti

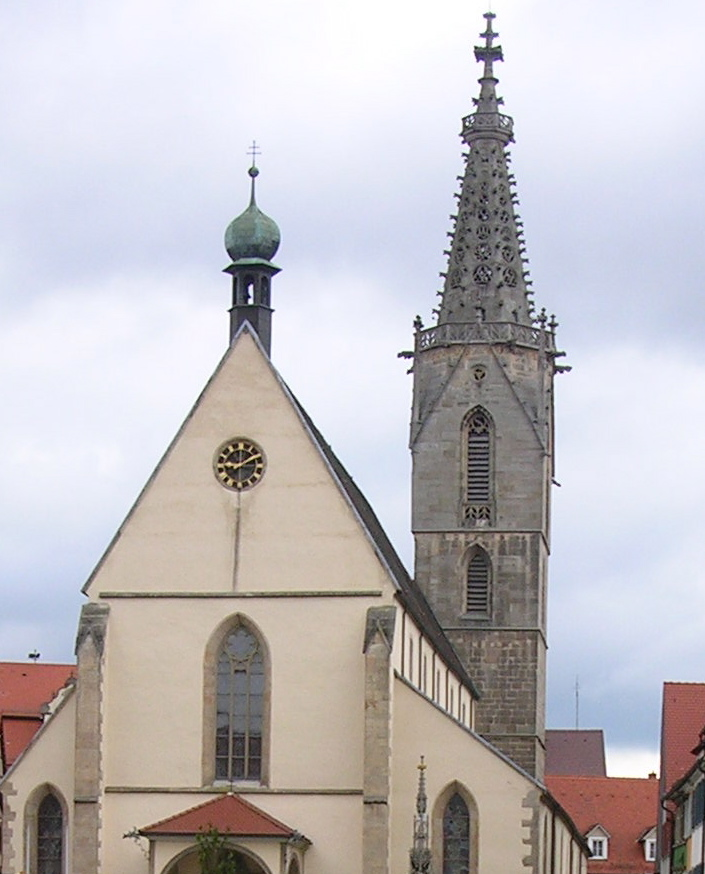
Dóm sv. Martina

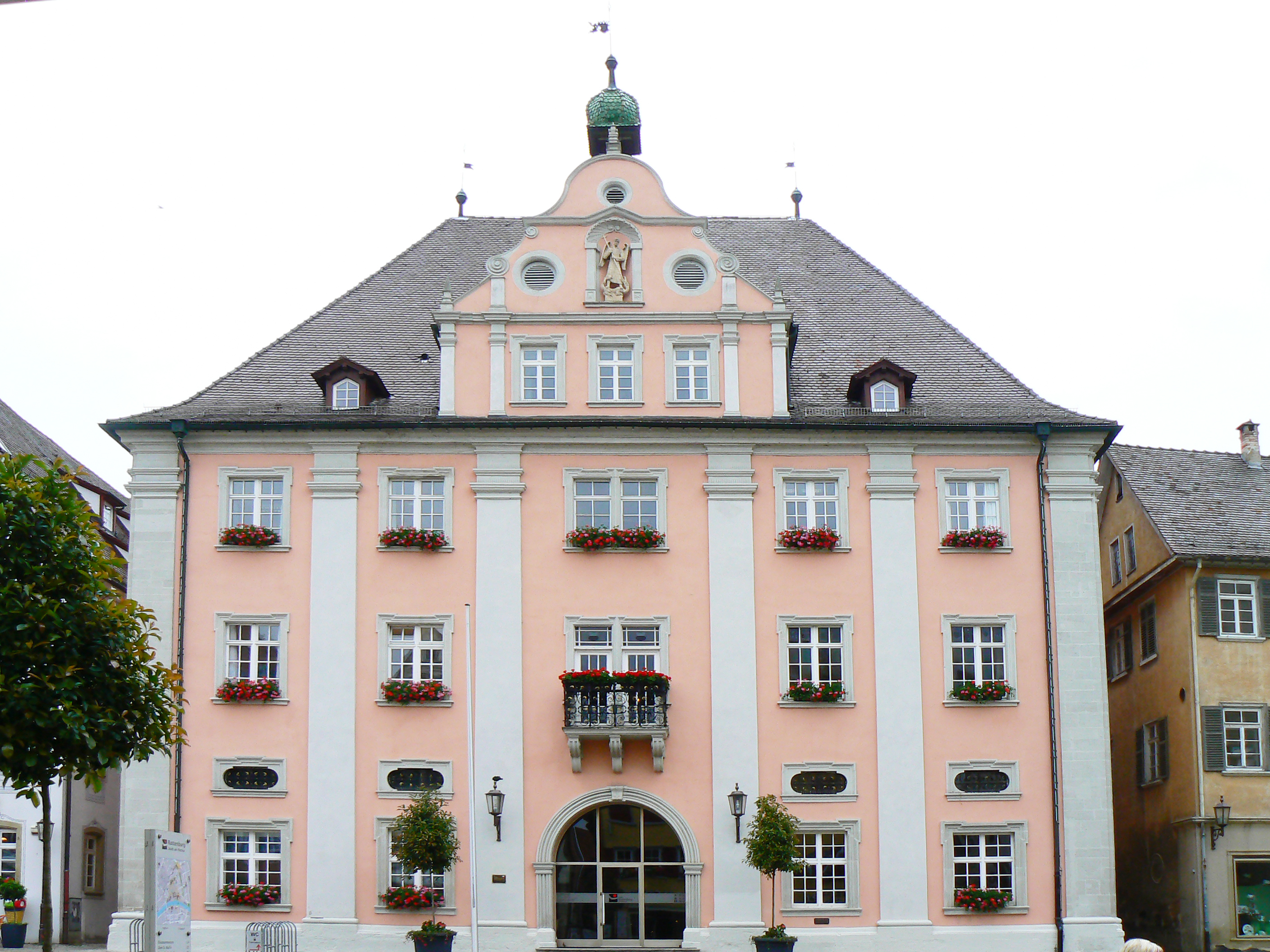
Barokní budova radnice

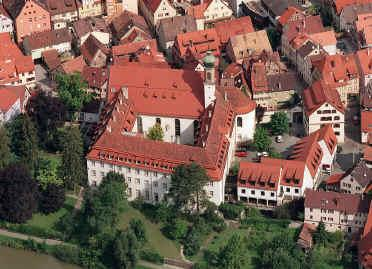
Sídlo Diecézního muzea

- Dóm svatého Martina je trojlodní gotická bazilika ze 14. století, s věží, která byla přistavěna roku 1486. Status biskupské katedrály dostala až od roku 1821. Biskupský palác byl poničen za druhé světové války.
- Klášterní kostel svatého Mořice středověkého původu byl postaven v letech 1300-1433 v gotickém slohu, jeho hlavní loď byla přestavěna a zaklenuta v baroko|barokním slohu. Svůj gotický vzhled si i nadále zachoval v základech i obvodovém zdivu s freskami ze 14. a 15. století, jak na sloupech mezilodních arkád, tak v nástěnné malbě čtyř evangelistů na klenbě chóru.
- Farní kostel sv. Martina, nejstarší chrám ve městě, po požárech přestavěn
- Marktbrunnen, gotická věžová kašna se sochami svatých patronů, situovaná na tržišti.
- Radnice, barokní budova z 1. třetiny 18. století, rekonstruovaná po druhé světové válce
- Železniční nádraží
- Vodárna Eckenweiler - moderních stavba pozoruhodného designu, z 70. let 20. století, zdivo ze zesíleného betonu.

## Muzea
- Sülchgau Museum, archeologické muzeum, specializované na pravěk a nálezy římské antiky z celé oblasti, patří k němu také archeologický areál Sumelocenna.[2]
- Diecézní muzeum  sídlí v bývalé budově kněžského semináře Johann Baptist Hirscherhaus; obsahuje významné sbírky církevního malířství, sochařství a uměleckých řemesel, například obrazy Bernharda Strigela.

## Partnerská města
- Saint Claude, Francie